# Prosoeca lichtwardti
Prosoeca lichtwardti är en tvåvingeart som beskrevs av Mario Bezzi 1924. Prosoeca lichtwardti ingår i släktet Prosoeca och familjen Nemestrinidae. Inga underarter finns listade i Catalogue of Life.